# Trichobius petersoni
Trichobius petersoni är en tvåvingeart som beskrevs av Wenzel 1976. Trichobius petersoni ingår i släktet Trichobius och familjen lusflugor. Inga underarter finns listade i Catalogue of Life.